# August Carl Libert Lentz
August Carl Libert Lentz (* 16. Februar 1827 in Hamburg; † 15. Dezember 1898 in Tunis) war ein deutscher Porträt- und Genremaler.

## Leben
August Lentz, Sohn des Maklers Ernst Constantin Lentz, Bruder von Bernhard Hugo Lentz, studierte zunächst in Berlin, bevor er sich anschließend in München aufhielt. Zwischen 1847 und 1849 war er Schüler im Atelier von Thomas Couture in Paris. Er unterbrach 1848/49 den Lehraufenthalt, da er als Freiwilliger am Ersten Schleswig-Holsteinischen Krieg teilnahm. Im Anschluss reiste er nach Sachsen, Böhmen, Bayern, in die Schweiz und nach England. Lentz studierte 1850/51 an der Königlichen Akademie der Schönen Künste in Antwerpen. Zwischen 1857 und 1859 war er in Hamburg, wo er Mitglied des Hamburger Künstlervereins von 1832 wurde. Lentz unternahm 1875 eine Afrikareise. Auf dem Rückweg reiste er über Venedig und Paris nach London, später ging er über Rom nach Tunis, wo er sich niederließ.

## Werke
- Selbstbildnis, 1848/1851, Öl/Lw., 127,5 × 102,5 cm, Hamburg, HAKH, Inv. Nr. HK-2245